# Enrique Escalante
Enrique Escalante (San Juan, 6 agosto 1984) è un pallavolista portoricano, centrale dei Mets de Guaynabo.

## Carriera

### Club
La carriera di Enrique Escalante inizia negli Stati Uniti d'America per motivi di studio e prende parte alla NCAA Division I con la Lewis dal 2003 al 2005, aggiudicandosi peraltro il titolo NCAA durante il suo primo anno, successivamente revocato. Nella stagione 2003 inizia la carriera professionistica, debuttando nella Liga de Voleibol Superior Masculino, dove veste per quattro annate la maglia dei Vaqueros de Bayamón, ricevendo il premio di miglior esordiente al termine del suo primo campionato e partecipando parallelamente ai suoi impegni universitari.
Nella stagione 2007 approda ai Plataneros de Corozal; nel gennaio 2008, al termine degli impegni con la franchigia, firma col Tokat, disputando la seconda parte del campionato 2007-08 nella Voleybol 1.Ligi turca. Nel campionato successivo approda invece nella Pro A francese, difendendo i colori dello Spacer's Toulouse. Nella stagione 2009-10 ritorna ai Plataneros de Corozal, aggiudicandosi il primo scudetto della propria carriera, mentre nella stagione seguente viene ceduto ai Patriotas de Lares, che lascia una volta terminato il campionato per tornare in Francia, questa volta disputando la Ligue A col Paris.
Dopo aver giocato coi Patriotas de Lares i campionati 2011-12 e 2012-13, approda ai Mets de Guaynabo: con la franchigia di Guaynabo si aggiudica complessivamente tre scudetti. Dopo un periodo di inattività, torna in campo nella Liga de Voleibol Superior Masculino 2019 nuovamente con i Mets de Guaynabo, vincendo il suo quinto scudetto: dopo la cancellazione del campionato portoricano del 2020, torna in campo nella stagione 2021, sempre con la franchigia di Guaynabo, mentre nella Liga de Voleibol Superior Masculino 2022 passa ai Changos de Naranjito.
Torna a indossare la casacca dei Mets de Guaynabo nella Liga de Voleibol Superior Masculino 2023.

### Nazionale
Dopo aver fatto parte delle selezioni giovanili portoricane, vincendo la medaglia d'argento al campionato nordamericano Under-21 2002, torneo nel quale viene anche premiato come miglior servizio, dal 2005 entra a far parte della nazionale portoricana maggiore, vincendo un anno più tardi la medaglia d'oro ai XX Giochi centramericani e caraibici.
Nel 2007 vince la medaglia d'argento alla Coppa Panamericana e al campionato nordamericano, mentre negli anni successivi conquista la medaglia di bronzo al campionato nordamericano 2009 e alla Coppa Panamericana 2010, quella d'oro ai XXI Giochi centramericani e caraibici e un altro bronzo al campionato nordamericano 2015.

## Palmarès

### Club
- Campionato portoricano: 5

2009-10, 2013-14, 2015, 2016-17, 2019

### Nazionale (competizioni minori)
- Campionato nordamericano Under-21 2002
- Giochi centramericani e caraibici 2006
- Coppa Panamericana 2007
- Coppa Panamericana 2010
- Giochi centramericani e caraibici 2010

### Premi individuali
- 2002 - Campionato nordamericano Under-21: Miglior servizio
- 2003 - Liga de Voleibol Superior Masculino: Miglior esordiente